# Palpomyia sentior
Palpomyia sentior är en tvåvingeart som beskrevs av Ingram och John William Scott Macfie 1931. Palpomyia sentior ingår i släktet Palpomyia och familjen svidknott. Inga underarter finns listade i Catalogue of Life.